# Mazda Bongo
Mazda Bongo — мікроавтобуси японської компанії Mazda.

## Перше покоління (1966–1975)

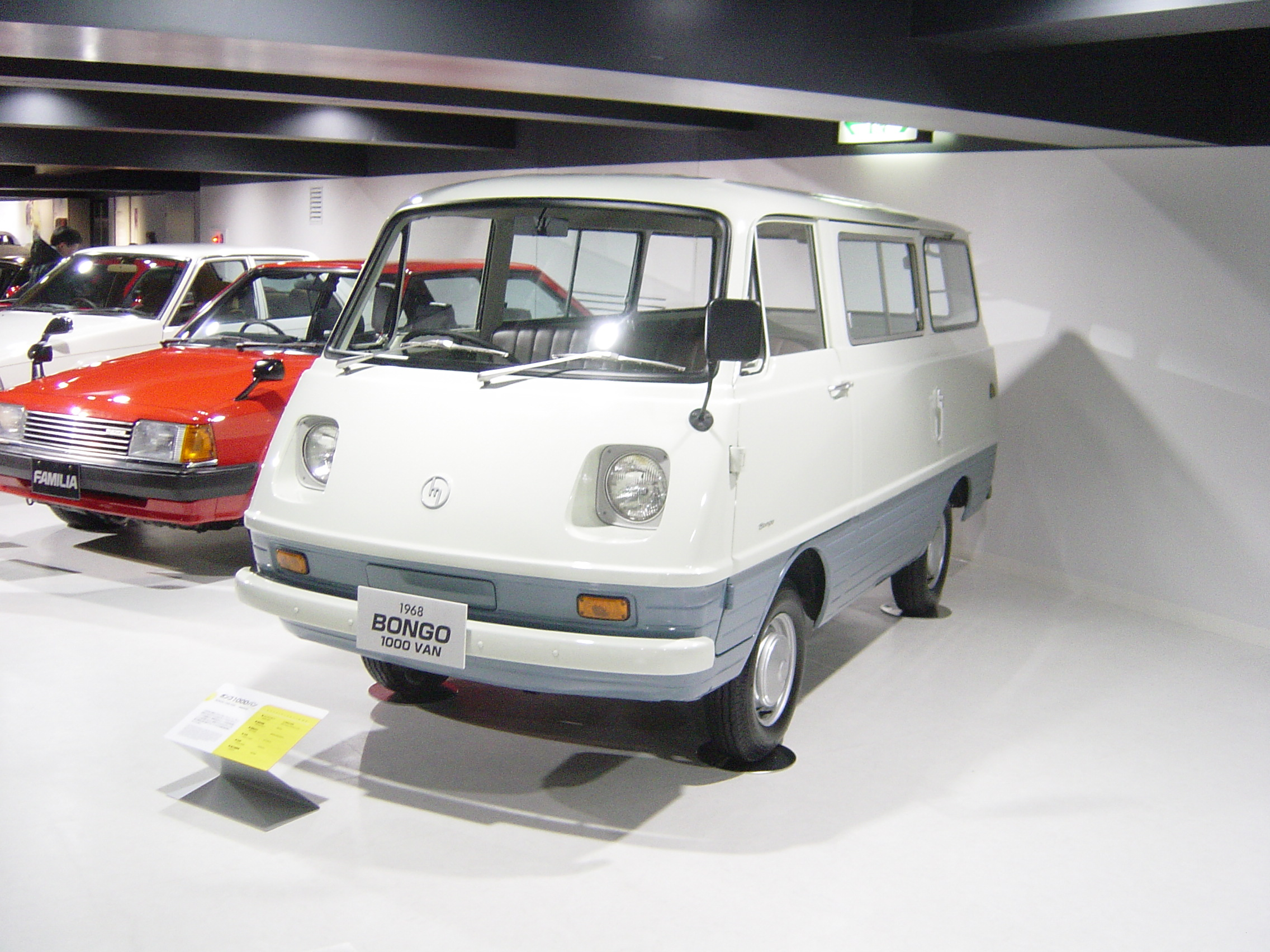
Mazda Bongo 1

Виробництво популярної в Японії комерційної моделі Bongo почалося в травні 1966 року з випуском моделі мікроавтобуса F800 з заднім розташуванням двигуна і заднім приводом. В 1968 році з'явилася нова верісія F1000.

## Друге покоління (1977–1983)

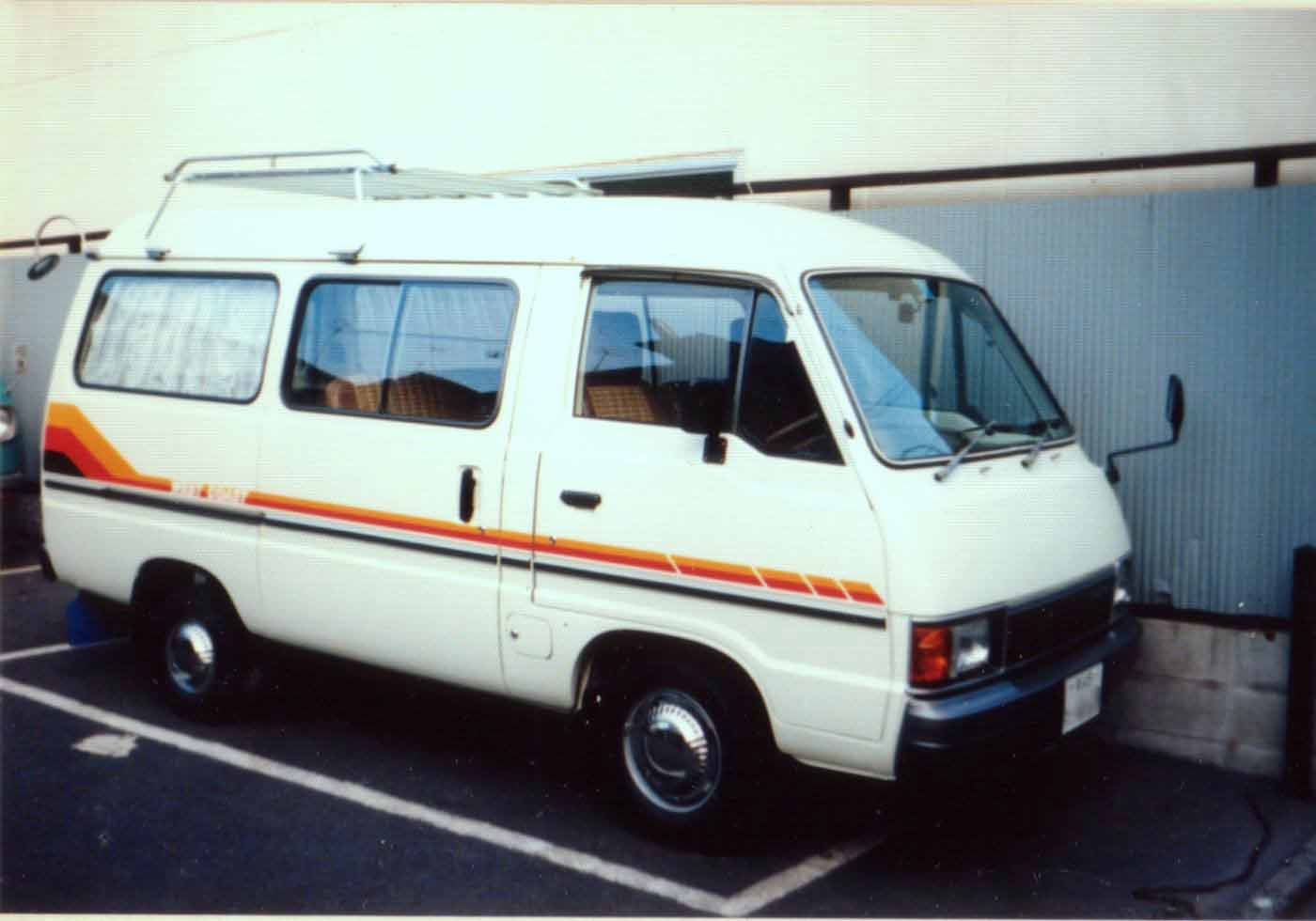
Mazda Bongo 2

Mazda Bongo другого покоління з'явилася у вересні 1977 року. Це був фургон з двигуном в середині і заднім приводом. Компанія Ford продала цю версію фургона як Ford Econovan, в той час як Mazda продала його на експорт, як E1300, E1400 і E1600, в залежності від об'єму двигуна. Це покоління також вироблялося Kia в Південній Кореї (Kia Bongo та Ceres). Bongo/Ceres зазнали ряд змін і вироблявся до кінця 1999 року.

## Третє покоління (1983—1999)

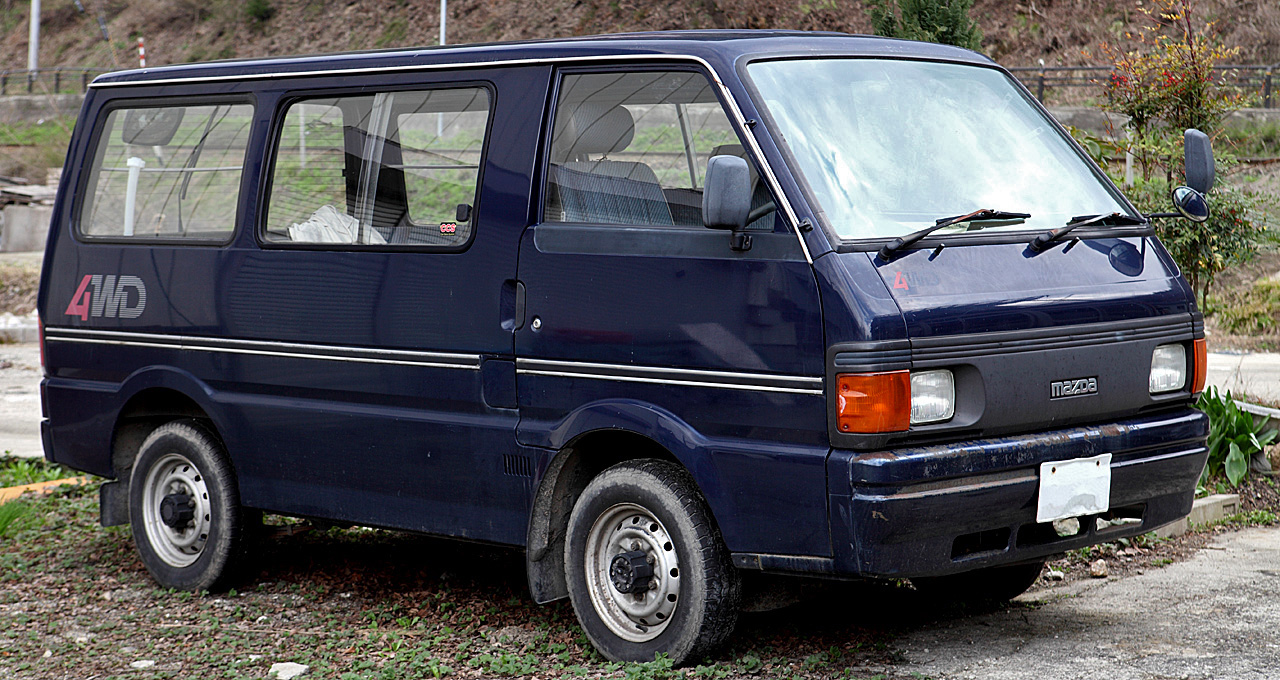
Mazda Bongo 3

Bongo був перероблений в 1983 році, отримав новий двигун. Продавався компанією Ford в Азії як «Spectron». В Австралії Bongo реалізовувався компанією під назвою Mazda E-серії і Ford як версія «Ford Econovan», а пасажирський варіант «Ford Spectron» (1983—1990 роки). Починаючи з 1994 року, Bongo продавався компанією Nissan, як Nissan Vanette. У Південній Кореї він вироблявся як «Kia Wide Bongo».

### Bongo Brawny

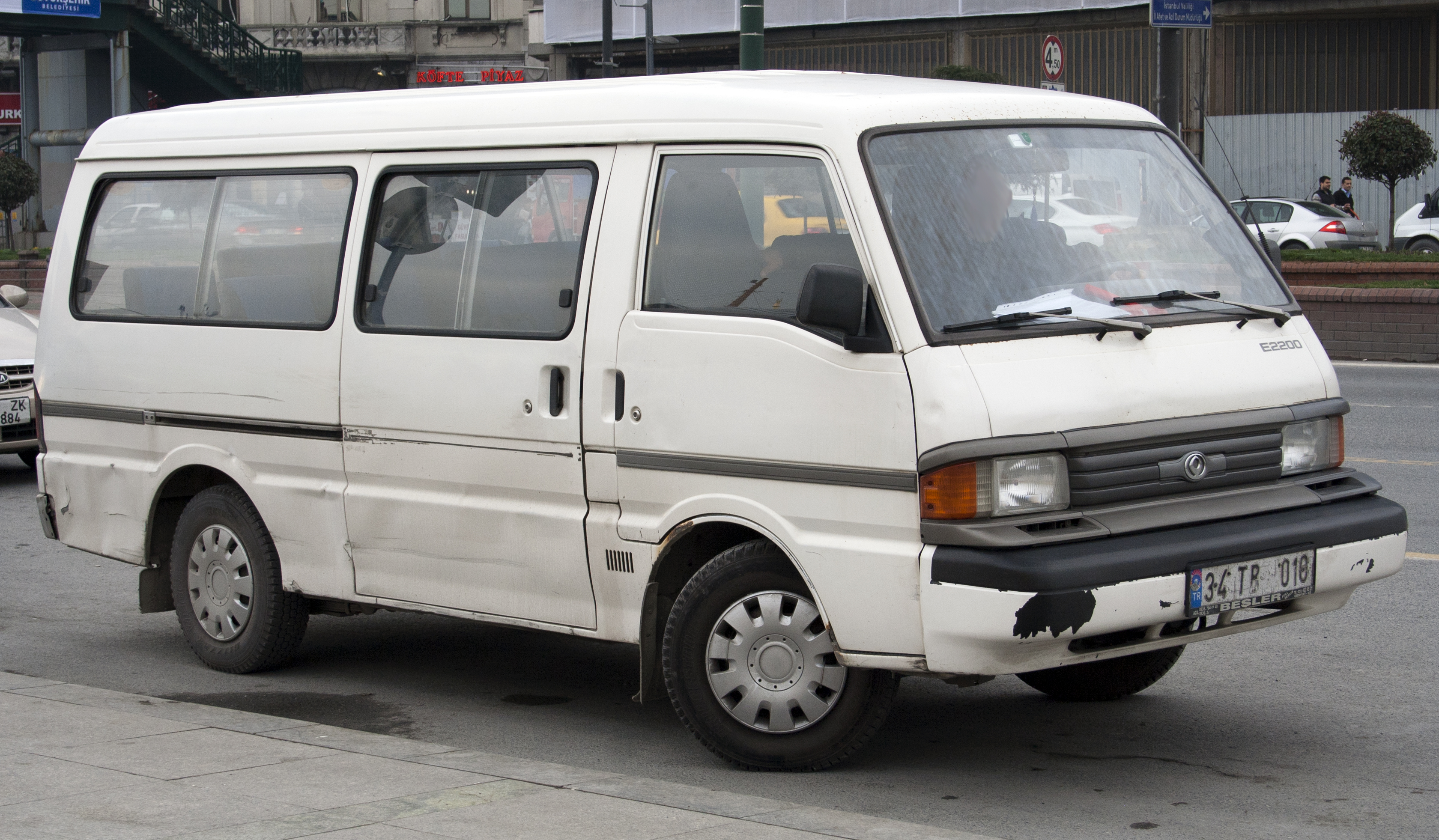
Mazda E2200

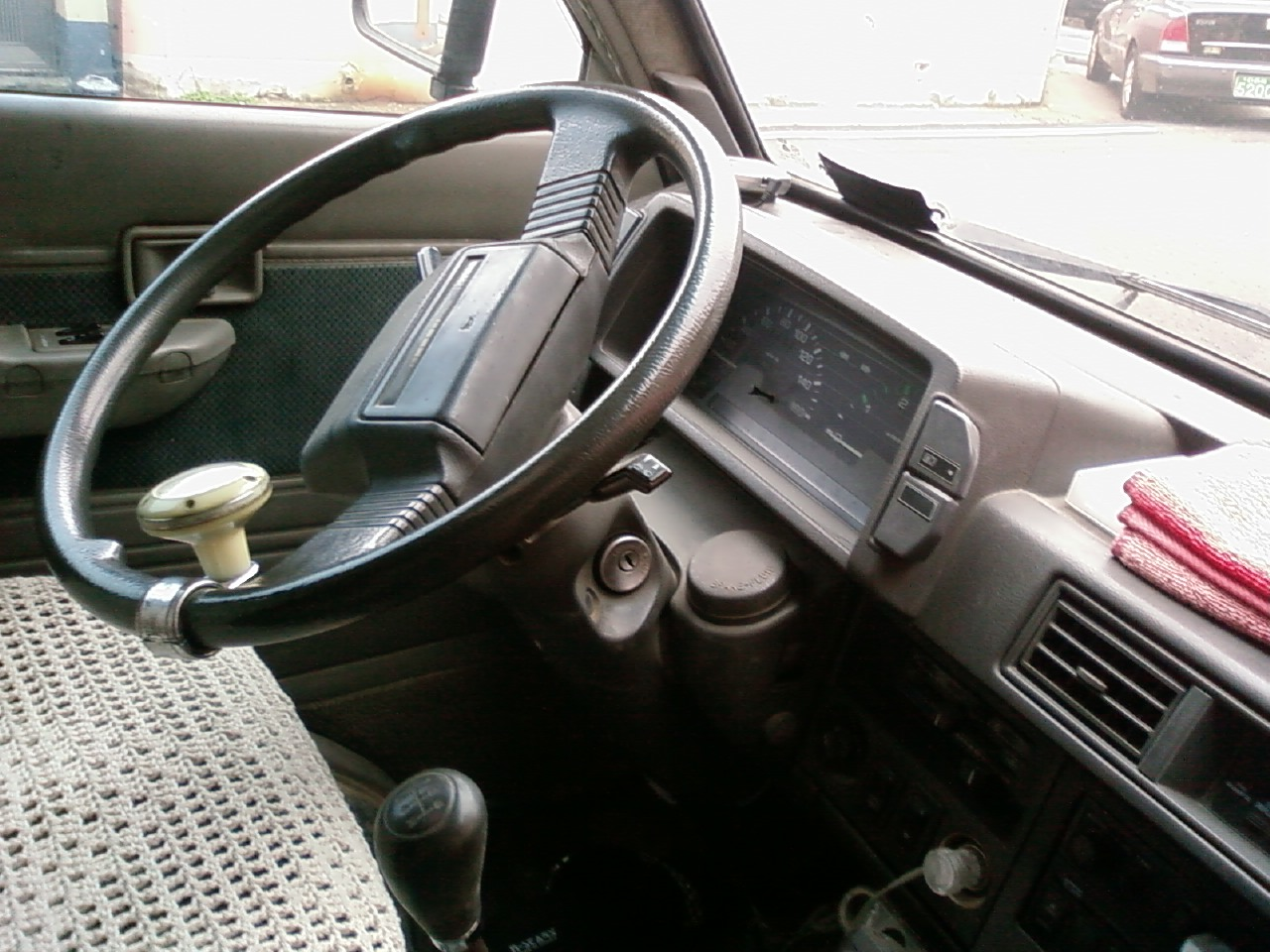

Нові версії з подовженою базою, відомі як Bongo Brawny була розроблені за три місяці. На експортних ринках ці моделі продавалися як автомобілі E-серії. В Австралії, Ford реалізував довгобазу версію як «Econovan Maxi».

### Двигуни
Бензинові
- 1984–1985 1.4 л UC
- 1.5 л E5 SOHC
- 1983–1988 1.8 л F8 SOHC
- 1983–1988 2.0 л FE SOHC

Дизельні
- 1984–1995 2.0 л RF Diesel
- 1984–1995 2.2 л R2 Diesel
- 1984–1995 2.0 л RF-T Diesel

## Четверте покоління (SK/SL; 1999—2018)

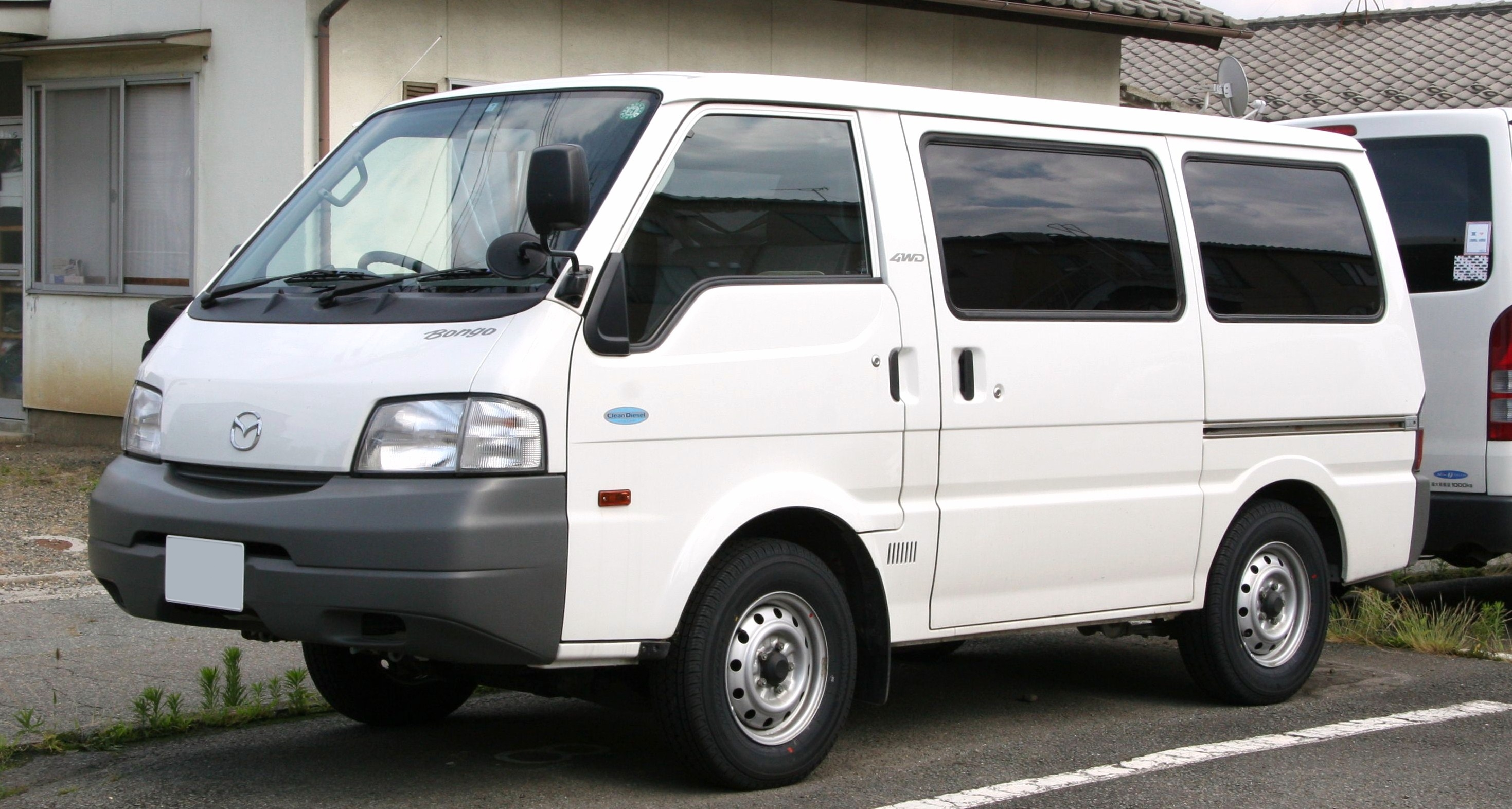
Mazda Bongo 4

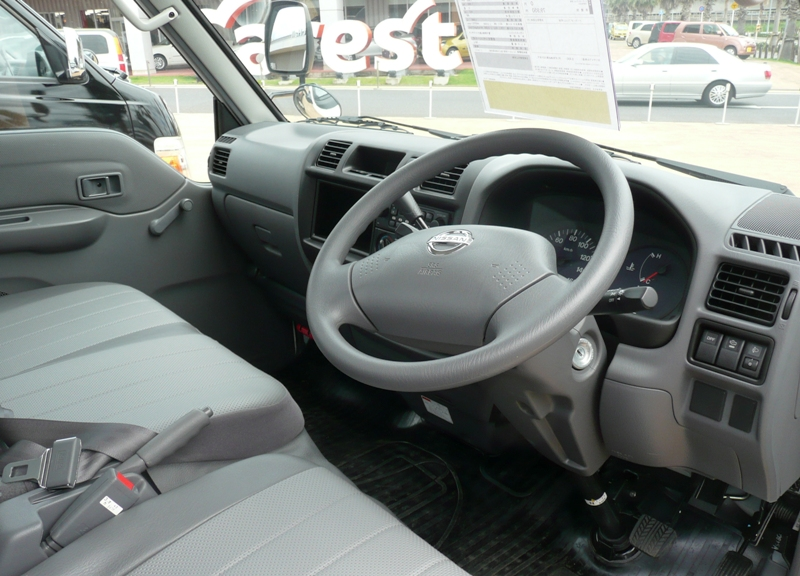

У червні 1999 року у продаж надійшло нове покоління фургонів і вантажівок. Вони продавадись, також, під назвою Mazda E-серії, Ford Econovan, Mitsubishi Delica і Nissan Vanette. Це останнє покоління мікроавтобусів і вантажних автомобілів Mazda Bongo. У березні 2012 року з'явилося оголошення про те, що воно буде зняте з виробництва комерційних автомобілів.

### Двигуни
- 1.8 л F8-E SOHC
- 2.0 л RF-T DI turbo diesel
- 2.0 л RF-T DI SOHC diesel
- 2.2 л R2 SOHC diesel
- 1.8 л L8-VE DOHC

### Bongo Brawny

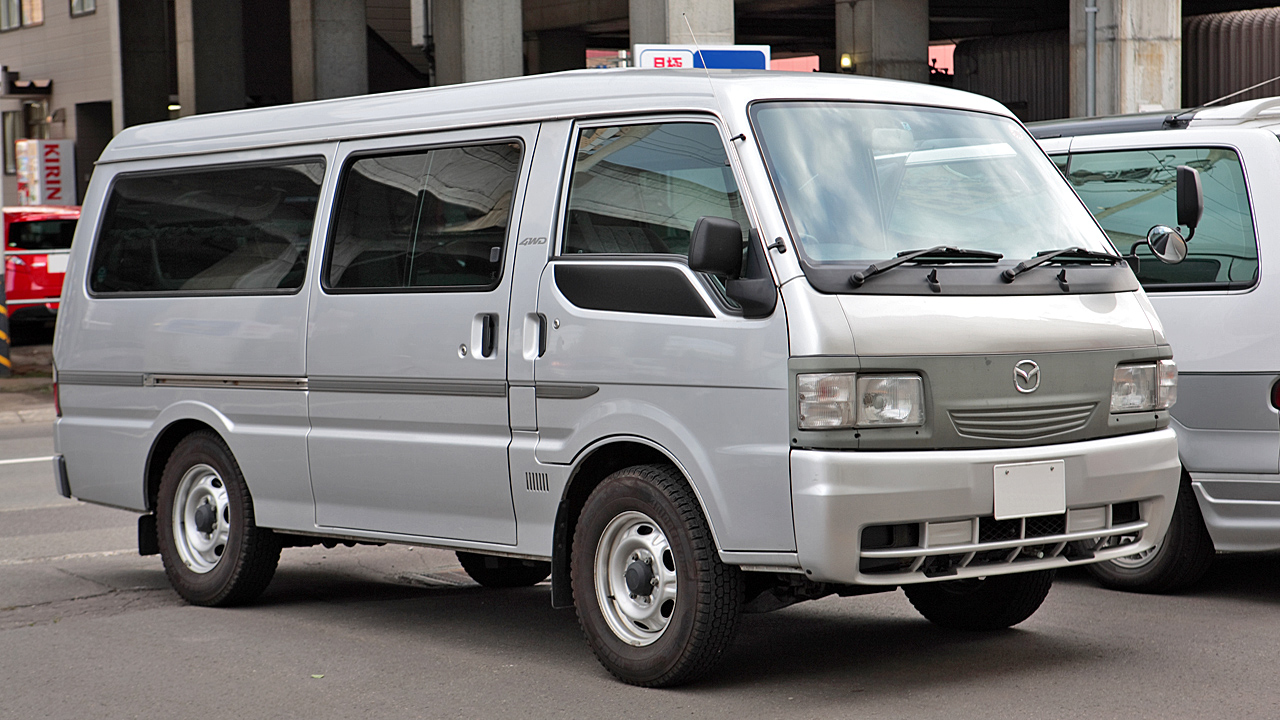
Mazda Bongo Brawny

Bongo Brawny зберіг багато деталей від попереднього покоління, такі як, наприклад, розсувні двері, що робить його вельми схожим на модель попереднього покоління. На експортному ринку продавалося як E-серії, хоча база стала менше, ніж раніше. Виробництво Bongo Brawny було припинено в 2010 році.

#### Двигуни
- 2.0 л FE-E SOHC
- 2.5 л WL-T turbo diesel
- 2.0 л RF SOHC Common Rail turbo diesel

## П'яте покоління (H200; 2019— нині)

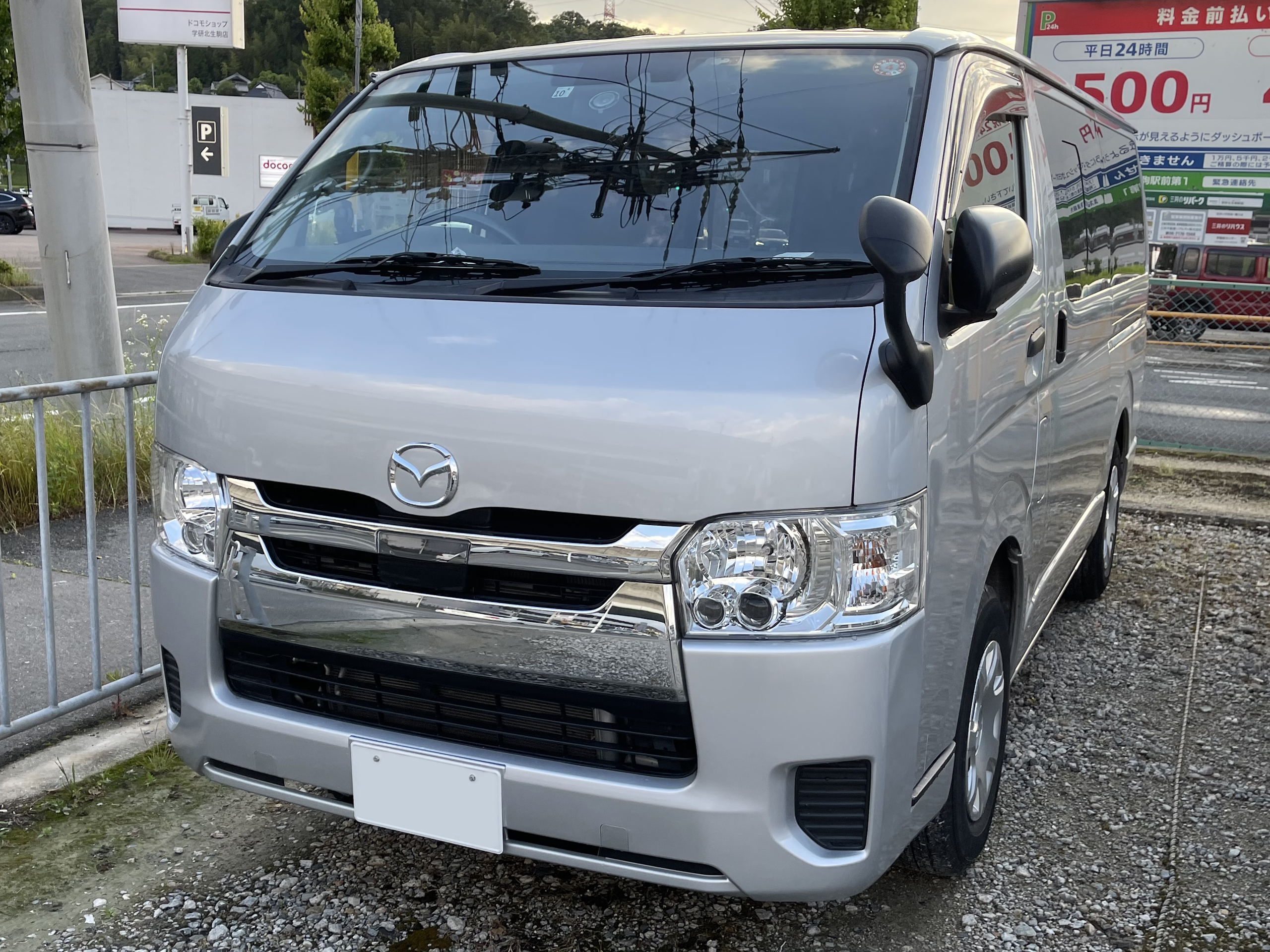
Mazda Bongo Brawny

Bongo Brawny був повторно представлений у квітні 2019 року в Японії як модернызована версыя п’ятого покоління Toyota HiAce. На відміну від попередньої моделі, він призначений як більший комерційний фургон, а не пасажирський.

## Bongo Friendee (1995—2005)

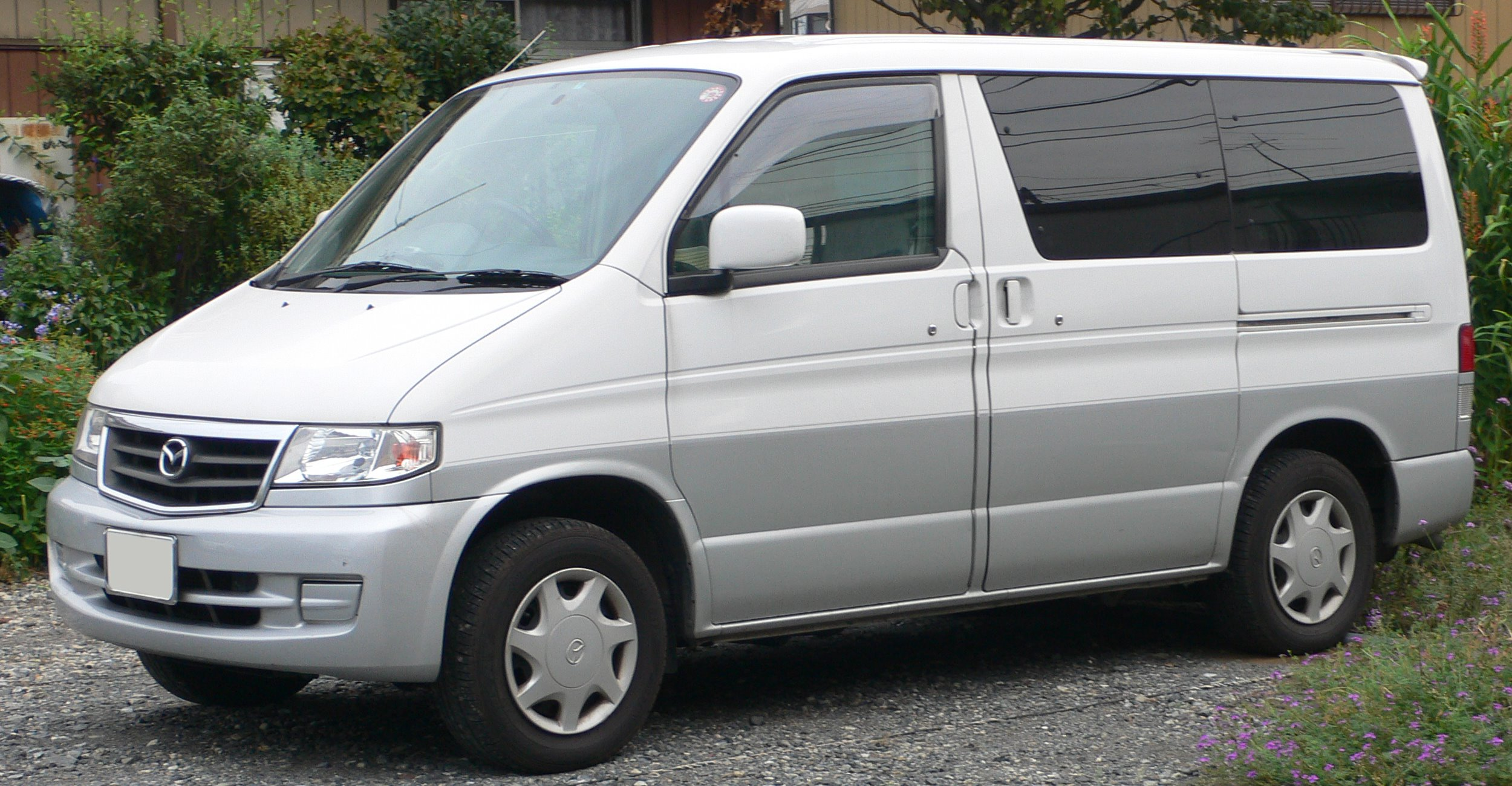
Mazda Bongo Friendee (1999—2005)

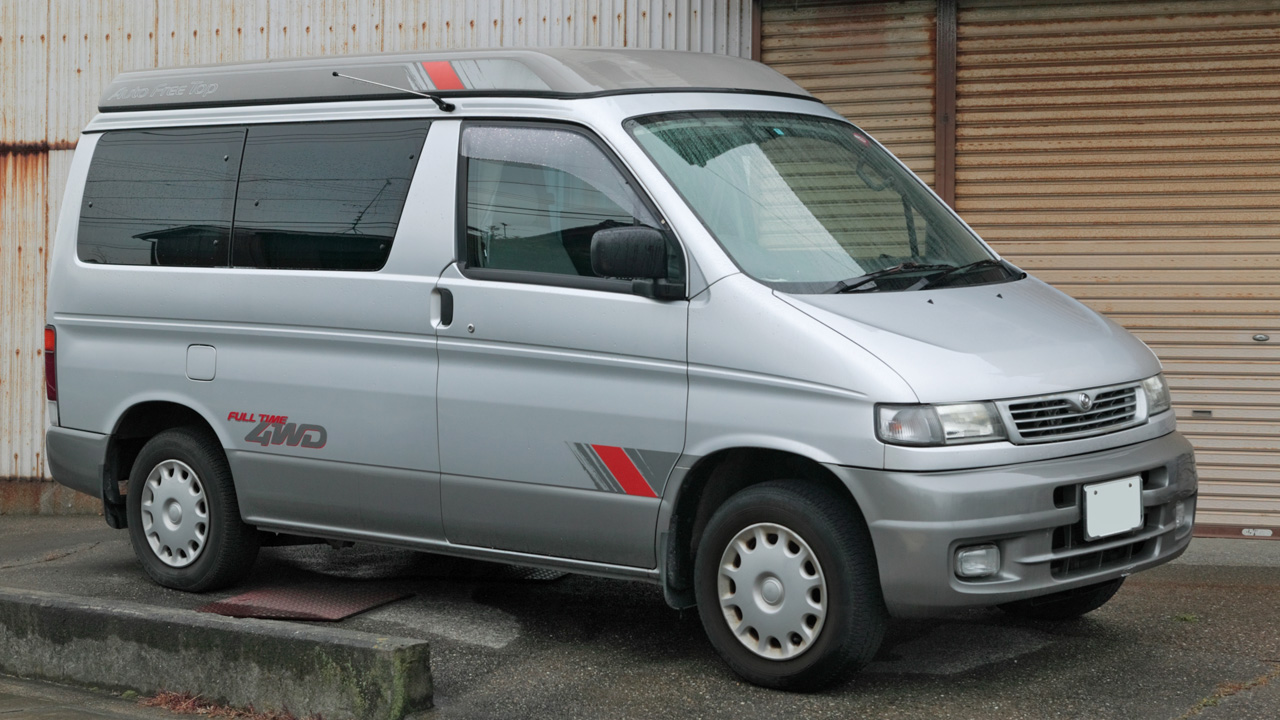
Mazda Bongo Friendee (1995—1999)

Mazda Bongo Friendee створена в 1995 році, вона, як правило (але не виключно), доступна з автоматичними коробками передач, з приводами 2WD (SGL3) і 4WD (SGL5). Серед двигунів 2.5 турбо дизель широко поширений в Японії, хоча є 2.5 V6 бензин версії.
Платформу SG для Bongo Friendee створили в 1995 році. Ford почав продавати Friendee в на внутрішньому японському ринку під назвою Ford Freda.

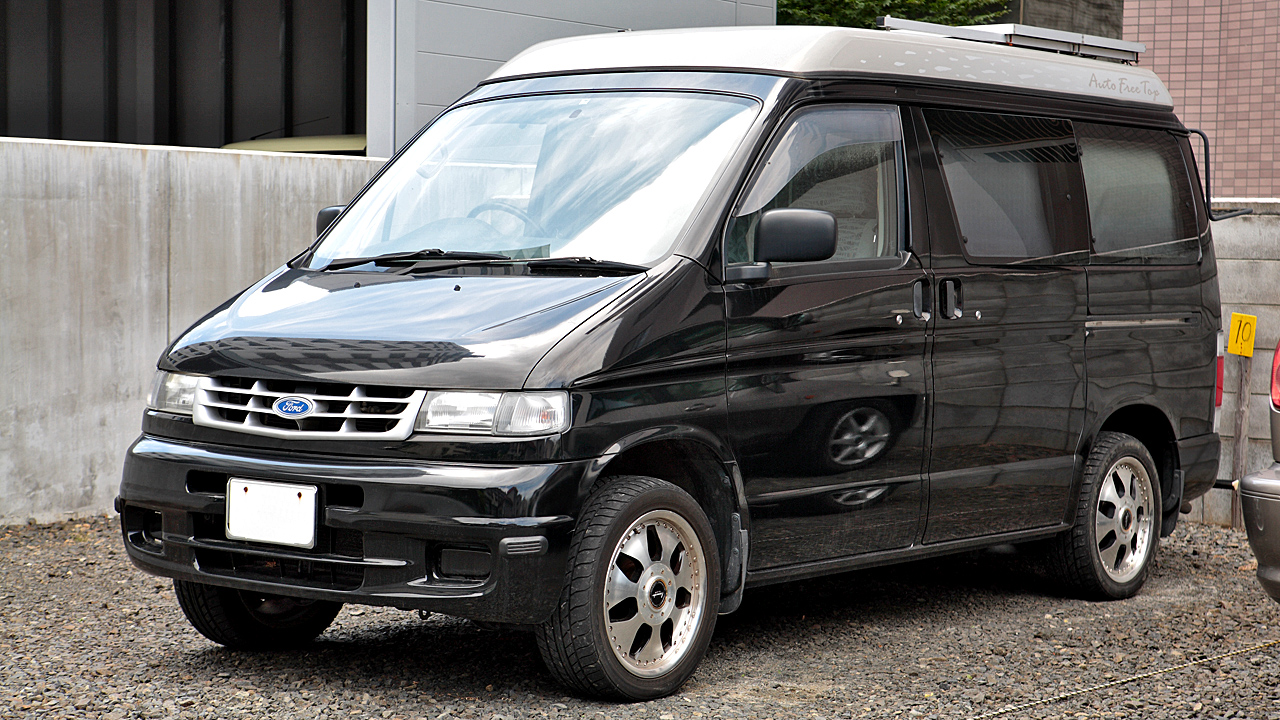
Ford Freda

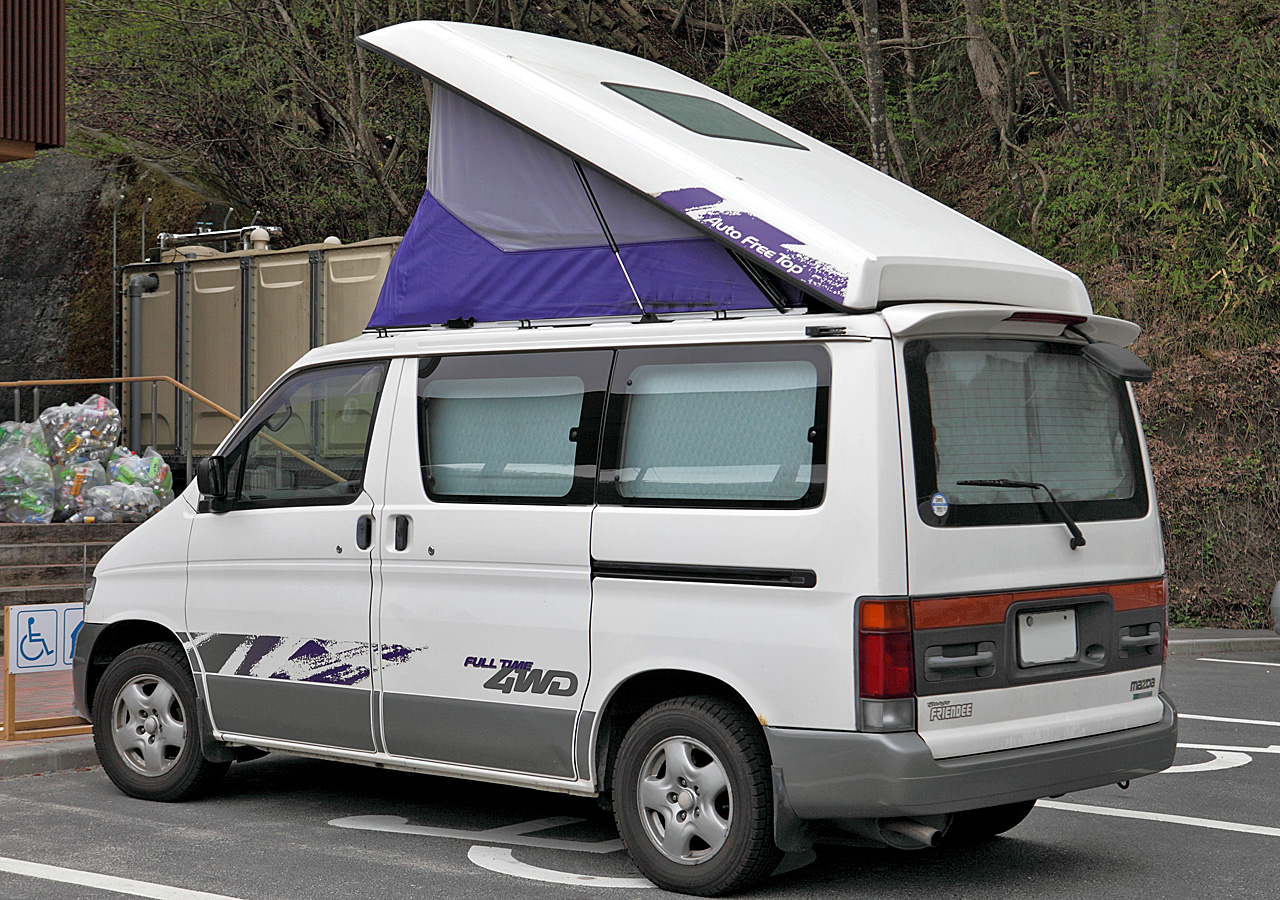
Mazda Bongo Friendee з відкидним верхом

Mazda Bongo Friendee SGL — це семимісний мінівен. На деяких з них на заводі Mazda була встановлена обладнана кухня. Всі вони мають складні сидіння що дозволяє зробити двоспальне ліжко, на багатьох моделях є дах що підіймається.
У червні 1998 року Mitsubishi Motors почала перепродаж Бонго. Модель продавалась на деяких ринках під назвою Mazda Access.
У 1999 році реконструкція з'явилася версія з оновленим дизайном і новими двигунами, хоча 2,5 турбодизель залишається незмінною. Кондиціонер, клімат-контроль та електронні жалюзі встановлені як стандартне обладнання.
У 2005 році Mazda припинила виробництво Bongo Friendee.

### Двигуни
- 2.0 л FE-E SOHC
- 2.5 л J5-DE V6 DOHC
- 2.5 л WL-T SOHC turbo diesel